# Engagisme à La Réunion

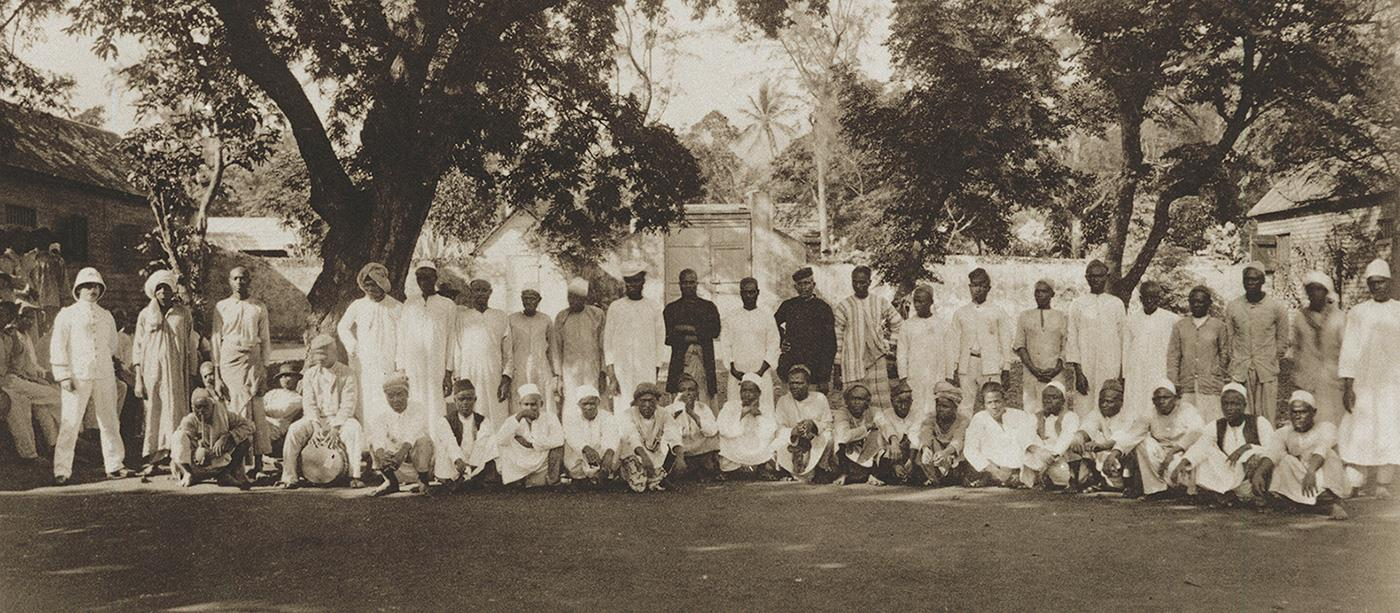
Île de la Réunion, Saint-Denis, dépôt des immigrants (Comoriens).

L’engagisme a été pratiqué à La Réunion pendant une longue période entre le deuxième quart du XIXe siècle et le deuxième quart du XXe siècle. Établi avant l'abolition de l'esclavage dans la colonie (en décembre 1848), il s'est surtout développé après celle-ci, en particulier à compter des années 1860. Quelques années avant l’abolition et surtout après la période esclavagiste, la colonie « engage » des milliers de personnes en provenance d’Inde, d’Afrique, de Madagascar, des Comores, de Chine, d’Australie, d’Europe, et de façon plus marginale d’autres colonies. L'engagisme consiste à proposer à des travailleurs étrangers à la colonie, un contrat de travail d'une durée de 5 ans renouvelable. L'engagé est alors au service d'un engagiste, généralement propriétaire terrien.

## Engagisme indien auXIXesiècle
Cette immigration se déroula en trois phases : immigration libre (1828-1839), immigration contrôlée par l'administration (1848-1860) et immigration réglementée par les conventions franco-anglaises (1860-1882).

### Historique

#### Immigration libre (1828-1839)

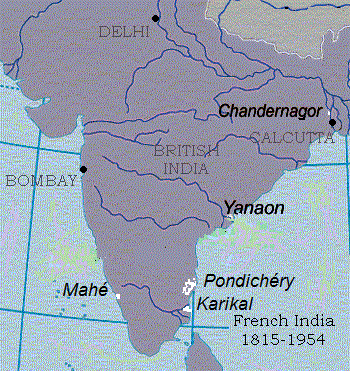
Comptoirs Français en Inde en 1815

Dès la première année, 1 100 Indiens furent introduits et ce rythme se poursuivit jusqu'en 1832 puis se ralentit. Les rapatriements furent nombreux : en 1843, il n'y avait plus que 884 engagés. Il y a plusieurs causes à cet échec : sauf pour les plus riches propriétaires, un manque de liquidité pour payer la main-d'œuvre ; l'impossibilité de faire travailler des hommes libres sous la direction d'esclaves - travailleurs déjà formés - et aux mêmes conditions de vie. À cela, il faut ajouter le non-respect des contrats par les engagistes : salaires inférieurs à ceux promis, conditions de travail - sans oublier les agissements des « Mestrys » (agents recruteurs) qui n'hésitaient pas à enlever des enfants mineurs. Face à ces abus, en 1839, le Gouverneur général dans l'Inde rendit une ordonnance suspendant « toute sortie de sujets anglo-hindous pour les colonies, jusqu'à ce que le Parlement eût décidé sur les conditions futures de l'immigration ».
Pendant près de dix ans, l'administration des États français en Inde s'opposa à l'embarquement de coolies à destination de l'île Bourbon.

#### Immigration contrôlée par l'administration (1848-1860)
Devant la libération imminente des esclaves, plusieurs notables de Bourbon demandèrent aux comptoirs indiens un certain nombre de travailleurs engagés. Le jour même de l'abolition (20 décembre 1848), 500 coolies indiens débarquent à la Réunion. Deux mille cultivateurs sont engagés en quelques mois. Face à l'exode des laboureurs, les gouverneurs prennent des mesures avalisées par la Métropole en vue de réglementer l'immigration.
Arrêtés et décrets se succèdent qui fixent les modalités de recrutement, conditions de transport, durée du contrat (5 ans, modalités de rapatriement). 47 285 engagés sont introduits à la Réunion entre 1848 et 1860.
Mais les possessions françaises ne suffisent pas à fournir les bras nécessaires. Dès lors, les agents recruteurs opèrent sur les territoires attenants pour contacter des sujets anglais. En dépit de nombreux litiges, le Gouvernement de Madras admit, en 1853, que le retour en Inde des émigrants  « relèverait et améliorerait la condition des cultivateurs et leur serait généralement avantageux » puisqu'ils y reviendraient « avec un pécule de plus et quelques préjugés de moins ». Après de longues négociations, des accords intervinrent en Europe qui aboutirent à la signature des conventions franco-anglaises des 25 juillet 1860 et 1er juillet 1861.

#### Immigration réglementée par les conventions franco-anglaises (1860-1882)
Ce sont les textes les plus élaborés et les plus précis. La convention du 25 juillet 1860 autorise la Réunion à recruter annuellement 6 000 coolies en provenance des territoires anglais (art.1) ; des agents consulaires sont nommés pour veiller aux intérêts de l'émigrant embarquant dans les ports français (art. 5) ; il doit « s'assurer qu'il est librement engagé, qu'il a une parfaite connaissance de son contrat, du lieu de sa destination et des divers avantages attachés à son engagement » (art. 6) ; le contrat précise les noms des personnes auxquelles il s'engage (art. 7) ; d'une durée de cinq ans, il mentionne le nombre de jours (6 jours par semaine) et d'heures (neuf heures trente par jour) de travail, les gages et les rations alimentaires, l'assistance médicale (art. 8) ; à l'expiration de son contrat, sauf s'il décide de résider dans la colonie, le droit de rapatriement s'étendant à sa femme et ses enfants au frais de l'administration (art. 9).
Ces conditions sont cependant trop belles pour être vraies. Les conditions de vie sur l'établissement ne diffèrent en rien de celles des esclaves. En outre, la Réunion souffre, dans les années 1860, d'une grave crise agricole due à l'effondrement du marché du sucre concurrencé par la betterave et le sucre de Cuba ; il faut y ajouter la conjonction entre maladies parasitaires : choléra en 1859 et paludisme en 1865, pour les hommes, et attaque du « Bores » pour les cultures, en plus de périodes cycloniques particulièrement violentes entre 1863 et 1868. Il en résulte un tarissement du courant migratoire quasiment interrompu entre 1867 et 1872.
Endettés et ruinés, les planteurs ne payent plus les engagés, remplaçant le salaire par l'octroi d'un petit lopin de terre que ceux-ci cultivent pour vivre. Ce colonage partiaire intervient pour beaucoup dans l'installation définitive des engagés à la Réunion. Une autre raison en est la rareté des possibilités de rapatriement pourtant prévues. Souvent aussi, ils sont obligés de prolonger leur engagement pour cause de dettes : retenues pour absence ou refus de corvées (amendes souvent arbitraires), marchandises achetées à crédit à la boutique de l'établissement, etc.
Quant à ceux qui, après avoir attendu parfois plusieurs années, sont rapatriés, ce sont les vieux, les malades, les handicapés, devenus inutilisables. Ils sont, en outre, aussi pauvres qu'à leur arrivée. On déplore aussi de nombreux décès au cours des convois de retour.
Ce qui se révéla n'être finalement qu'une traite déguisée provoqua l'opprobre du corps diplomatique : le 11 novembre 1882, l'immigration indienne, contractuelle et organisée, vers la Réunion est définitivement prohibée. Les motifs en étaient « la subordination des droits de l'engagé aux intérêts de l'employeur, la misère des indiens rapatriés et les retards apportés à leur rapatriement, enfin l'insuffisance de protection qui leur était garantie pendant la durée de leur séjour à la colonie ». En fait, un dernier convoi, la Marguerite, parti de l'Inde le 23 décembre 1884, débarqua encore le 2 février 1885, 34 immigrés, dont 22 hommes et 12 femmes
Une tentative de reprise eut lieu quelques années plus tard : un décret du 27 août 1887 donnait des assurances aux Anglais. En 1894, l'Angleterre exigea une nouvelle convention, comprenant 51 articles, qui fut signée en 1897. De 1888 à 1904, on introduisit encore 5 054 travailleurs.

### Condition de vie des engagés
C'est surtout par les textes légaux et les conventions que nous pouvons déduire quel était le mode de vie des engagés. L'arrêté du 23 juin 1849, émanant du Gouvernement de Pondichéry, fixe les dispositions concernant les modalités de recrutement et d'engagement des coolies indiens. Il fut complété par l'arrêté du 11 juin 1849 émanant de la Réunion, puis par le décret du 27 mars 1852, le plus important puisqu'il comprend 36 articles.

#### Recrutement
Lors de leur recrutement, les travailleurs doivent normalement percevoir une prime d'engagement. Pendant l'immigration libre, les immigrants, engagés pour cinq ans, étaient censés recevoir en avance les six premiers mois de leurs gages, soit 30 roupies, avance souvent retenue par les embaucheurs sous prétexte de dettes contractées envers eux, d'où une obligation de travailler 6 mois sans aucune rétribution. Durant la deuxième vague d'immigration, l'avance correspond à 3 mois de salaire. Le barème était le suivant, :
| Homme de 16 à 36 ans  | 12,5 F |
| Femme de 14 à 36 ans  | 7,5 F  |
| Garçon de 11 à 16 ans | 5 F    |
| Fille de 11 à 14 ans  | 5 F    |

Ceci nous donne un aperçu de l'âge des immigrants (le chef des premiers immigrants, en 1828, avait 45 ans, les autres entre 18 et 25).

#### Embarquement et traversée
Aucun travailleur ne peut être embarqué immédiatement pour qu'on puisse s'assurer qu'il s'est engagé librement. Il séjourne dans des dépôts constitués à cet effet. C'est seulement au dépôt, interdit aux Mestrys, qu'il reçoit cette avance, pour éviter qu'il ne se fasse dépouiller.
L'embarquement est contrôlé par diverses commissions chargées de vérifier l'état et la capacité du navire (chaque émigrant a droit en principe à 1,7 m3), l'équipement sanitaire, la quantité et la qualité des vivres pour une traversée de 21 à 36 jours.
La traversée dure entre 21 et 36 jours. Le service à bord est assuré par les émigrants eux-mêmes et répond à un planning très précis : dès 4 h. du matin, des escouades de 25 à 30 hommes commandés par les Mestrys lavent le pont, la dunette et les bouteilles (WC des officiers) ; au début de chaque matinée, visite médicale sur le pont ; la cuisine est assurée par des volontaires ; les femmes jouent le rôle d'infirmières. Chaque jour correspond à un service hebdomadaire précis : lavage du faux-pont où ils dorment, hygiène corporelle, etc. Selon l'arrêté du 11 juin 1849, les rations journalières de nourritures sont les suivantes : 200 gr. de viande salée, ou 214 gr. de poisson salé, 750 gr. de biscuits ou 1 kg. de riz, 12 gr. de légumes et 3 litres d'eau,.

#### Arrivée
Le débarquement se fait à La Grande Chaloupe (à quelques kilomètres de Saint-Denis), où les passagers sont transbordés du navire ancré au large dans de grande chaloupes, parfois au péril de leur vie par mauvais temps. 

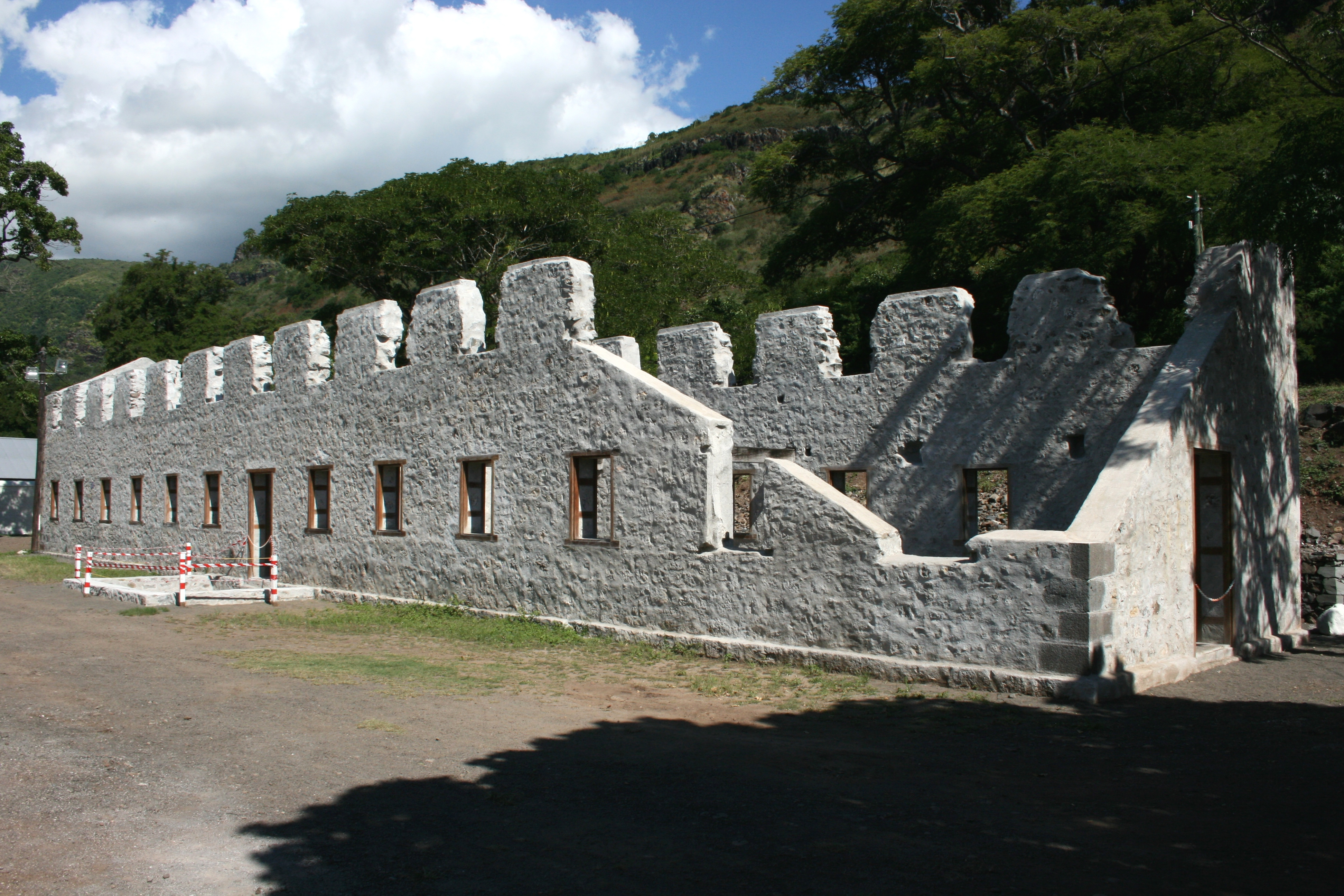
État actuel du dortoir no 1 du premier lazaret.

À l'arrivée, une commission vérifie le nombre de passagers et leur identité, contrôle les décès et reçoit les plaintes. L'immigrant est inscrit au "matricule général", registre reprenant son nom, celui de ses ascendants et de ses héritiers, leur domicile, son signalement, son lieu de naissance, le lieu où le contrat a été passé, le nom du navire, la date d'arrivée, le domicile de son engagiste, les conditions du contrat ainsi que tous les changements : transferts, cession d'engagement, permis de séjour, départ, mariage, naissance, décès. 
Il reste ensuite en quarantaine dans un lazaret. Cet établissement insalubre sert à la fois de pénitencier pour enfants, d'atelier de discipline, de centre de soins et d'asile pour lépreux. Il y séjourne au minimum deux jours. En 1860, la colonie décide de l'aménagement d'un nouvel espace de quarantaine sanitaire plus vaste, pour faire face à la montée en charge des arrivées d'engagés. Le choix est alors fait de construire un ensemble de bâtiments dans la ravine de la Grande Chaloupe. Le site est d'abord composé de deux dortoirs, une longère, un bateau-lavoir, un cimetière, des latrines et des murs d’enceinte. À partir de 1863, un second lazaret (dit Lazaret 2) est aménagé pour augmenter la capacité d'accueil du site. Le Lazaret 1 est agrandi fin XIXe (entre 1898 et 1900) par une infirmerie et une étuve.

#### La vie quotidienne sur place

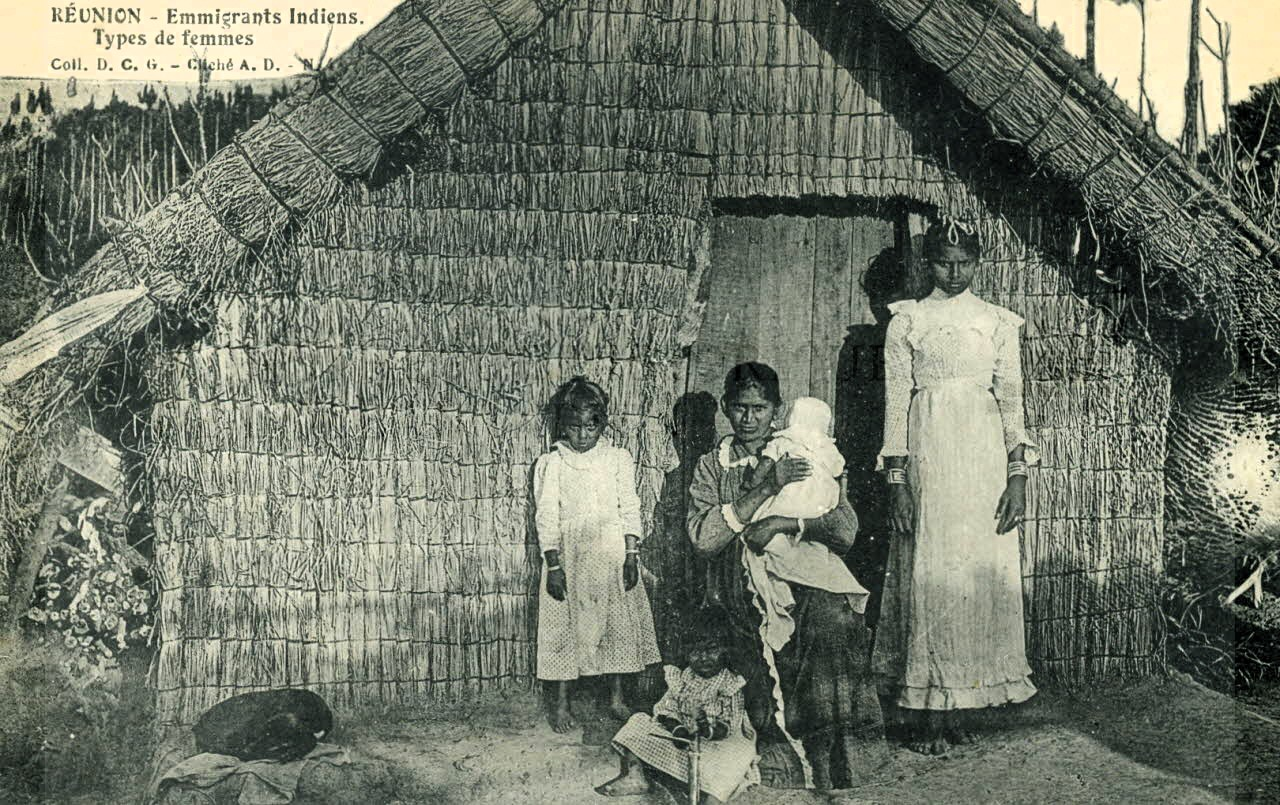
Carte postale montrant des femmes indiennes à La Réunion, venues dans le cadre de l'engagisme. Par P. Advisse-Desruisseaux, XIXe siècle.

L'engagé travaille sur l'« habitation » (champs de cannes, parcelles de cultures vivrières, terres en friches) à raison de 6 jours de 9h30 (en principe) par semaine. Mais il est aussi occupé dans l'« établissement » (bâtiments de la sucrerie, ateliers de réparation, écuries). À cela s'ajoutent les corvées (entretien des animaux et de l'établissement), qui ne sont pas considérées comme travail, y compris les dimanches et jours fériés (4 par an pour « Pongal », fête des moissons en Inde) jusqu'à 9 heures du matin.  
Outre son salaire, l'engagé reçoit la nourriture, le logement et les soins médicaux ainsi que deux rechanges de vêtements : 2 chemises, 2 pantalons de coton et 1 mouchoir de tête pour les hommes, 2 chemises, 2 robes ou jupes, 4 mouchoirs en coton pour les femmes.
Ses rations journalières sont les suivantes : 800 gr. de riz, 120 gr. de morue ou 250 gr. de grains secs, 15 gr. de sel, 8 gr. de graisse. Morue et légumes sont distribués en alternance. Il reçoit, en plus, des oignons, des aulx, des piments, des tamarins, parfois du tabac et des pommes de terre.
Le logement obéit à 2 règles : séparation des sexes et regroupement des familles. On trouve deux types de logements : des paillotes (cases séparées en bois, parfois en galets, et recouvertes de paille) et des calbanons (grands bâtiments généralement en pierre et recouverts de tuiles ou de bardeaux et divisés de façon à pouvoir loger les travailleurs) ; chaque pièce est occupée par plusieurs personnes (une famille ou plusieurs célibataires).
Pendant que les hommes travaillent, restent au camp les femmes sans engagement et les enfants livrés à eux-mêmes (sauf aux Établissements de Kerveguen). 
Les femmes vaquent aux travaux ménagers : elles puisent l'eau à la rivière dans des pots en cuivre amenés d'Inde, nettoient l'unique pièce du cabanon ou de la paillote, font la lessive.
Les enfants écoutent les histoires des mères (aventures de Sita, de Rama, etc.). Parfois un vieillard érudit leur enseigne les rudiments de la langue en échange de monnaie ou de nourriture ; ils apprennent à écrire sur le sable les lettres de l'alphabet. Au contact des autres enfants et de leurs aînés domestiques, ils s'initient aux coutumes locales et au créole.
Bien que les conventions prévoient l'autorisation de pratiquer l'hindouisme (sauf l'incinération), les rituels sont très mal perçus. Certains engagistes obligent leur personnel à assister à la messe du dimanche. Ils se christianisent donc très rapidement, tout en conservant certains rituels tamouls, ce qui débouchera sur un syncrétisme des plus étonnants mais aussi très variable d'une famille à l'autre, voire d'un individu à l'autre.

#### Marronnage
Moins de deux ans après leur arrivée dans la Colonie, la plupart des travailleurs indiens abandonnent leurs propriétaires engagistes et préfèrent vivre de vagabondage que de subir la discipline des grandes habitations.

## Fin de l'engagisme à La Réunion
L’entre-deux-guerres voit une réforme fondamentale en ce qui concerne les attributions de compétences dans la gestion de l’Immigration de travail à La Réunion. Le Service de l’Immigration, qui supervise le volet légal de l’immigration dans la seconde moitié du XIXe siècle, est rattaché à l’Inspection du Travail en 1938. Le Service de l’Immigration, précédemment confié au Service de l’Enregistrement, des Domaines et du timbre, a été transféré à la suite d’un rapport de la mission d’inspection des Colonies de 1937, à l’inspection du Travail. Ce service comprend, en dehors de son chef, 9 syndics. Cette réforme marque la fin de l’engagisme tel que fondé au XIXe siècle. 
Le déclenchement de la Seconde Guerre mondiale, qui coupe La Réunion des autres pays de la zone, achève cet épisode majeur du peuplement. Cette réforme permet d’avoir un état des lieux des nouvelles attributions lié à cette évolution mais aussi, une approche quantitative des derniers migrants de l’engagisme. Le Service de l’Immigration n’a en principe qu’à passer les contrats avec les employeurs et à s’occuper des rapatriements. Il s’occupe activement d’arbitrer et d’apaiser autant que possible les conflits qui peuvent s’élever entre engagistes et engagés.

## Autres mains-d'œuvre
L'introduction de main-d'œuvre étrangère se poursuivit cependant après la fin de l'immigration indienne.
De 1880 à 1900, on introduisit 3 000 Mozambiques, 1 millier de Chinois ou Tonkinois, des Comoriens des Somalis, des Yéménites et, après la Première Guerre mondiale, des Antandroys et des Rodriguais. Ces peuples n'ont laissé que peu de traces dans la société actuelle. Ces travailleurs rentrèrent chez eux à la fin de leur contrat ou se fondirent dans la population, sauf les Chinois et les Indiens Musulmans. Ces deux immigrations furent spontanées.

### Immigration chinoise

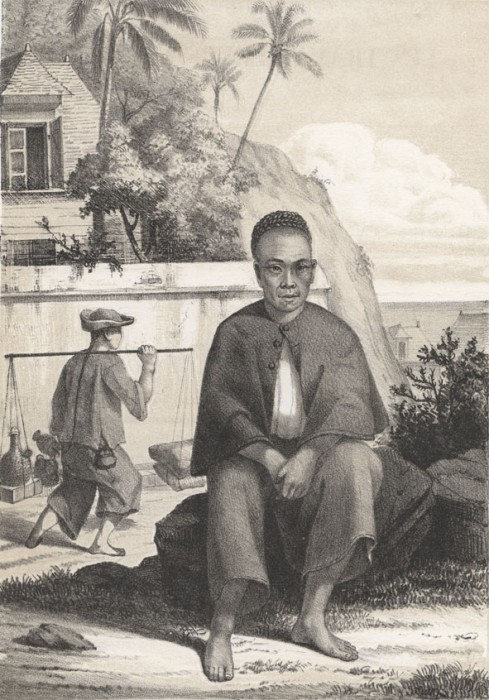
Portrait d'un immigrant chinois, vers 1860, par Antoine Louis Roussin (Musée Léon-Dierx, La Réunion).

Originaire de Canton et de sa région, les premiers Chinois arrivèrent à la Réunion  vers 1860pas plus tôt?, mais surtout à partir de 1875. Ils se lancèrent dans le commerce de détail, surtout de l'alimentation. Installés d'abord dans les villes les plus importantes, ils finirent par gagner les Hauts.
Aujourd'hui, ils détiennent la totalité du commerce de l'alimentation au détail et contrôlent une bonne partie du commerce de demi-gros. Presque tous naturalisés ou Français de naissance, ils sont cependant moins occidentalisés que les Indiens : beaucoup parlent et écrivent encore le chinois et ont gardé des relations de famille en Chine.

### Indiens musulmans
Originaires du Goudjerate, ils arrivèrent à la Réunion après 1870 et surtout dans les années précédant la Première Guerre mondiale. Ils se firent généralement tailleurs, puis marchands de tissus et enfin se lancèrent dans le commerce de bazar. Ils ont conservé leur religion. Si les femmes et, parfois les hommes, portent leurs vêtements traditionnels, peu d'entre eux lisent l'arabe, mais beaucoup parlent encore le goudjrati.

### Autres références
1. ↑  André Scherer, La Réunion, Paris, Presses universitaires de France, coll. « Que sais-je ? », 1980, 127 p. (ISBN 2-13-036429-2), p. 63.
2. ↑  Ristelhuer, Procureur général (1849). Cité par J. Weber Les établissements français en Inde au XIXe siècle (Tome II, p. 943-1138), thèse pour le Doctorat d'État d'histoire, soutenue en mars 1987, à l'Université de Provence. Paris, Librairie de l'Inde, 1988, p. 1020.
3. 1 2  Firmin Lacpatia, Les Indiens de la Réunion : tome 1 : origine et recrutement, tome 2 : la vie sociale, Nouvelle Imprimerie Dyonisienne, 1983.
4. 1 2 3  Michèle Marimoutou, Immigrants indiens, engagement et habitations sucrière. La Réunion, 1860-1882, mémoire de maîtrise, Université de la Réunion, Saint-Denis, Université populaire, 1986,  (ISBN 2-906395-00-5). reprint aux Éditions du Travail, La Réunion, 1989 sous le titre ''Les engagés du sucre''.
5. ↑  Sudel Fuma, L'esclavagisme à La Réunion : 1794-1848, L'Harmattan, 1993, 194 p. (ISBN 978-2738417794)
6. ↑   Archives Départementales de La Réunion, 12M1 : Rapport au gouverneur par l’inspecteur du travail, chef du Service de l’Immigration du 19 décembre 1938 sur la réforme du Service de l’Immigration
7. ↑  Scherer 1980, p. 76.
8. ↑  Scherer 1980, p. 77.